# Wanderfeldröhre

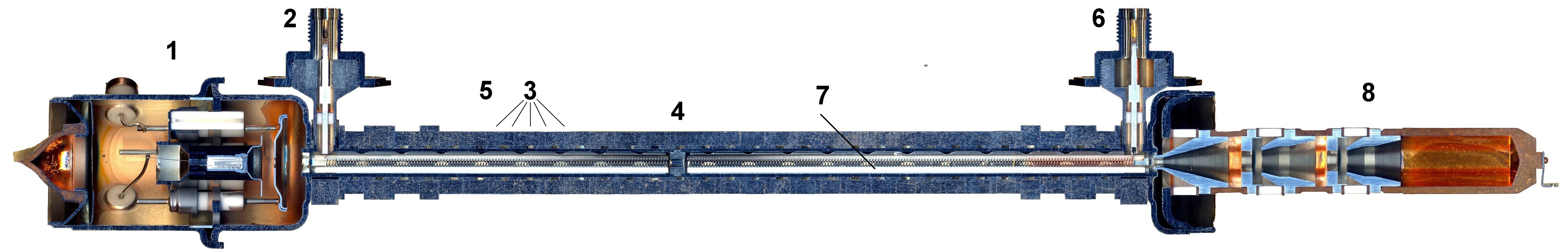
Querschnitt durch eine Wanderfeldröhre.

In einer Wanderfeldröhre (englisch Travelling Wave Tube, Abkürzung TWT; deutsch auch Lauffeldröhre) werden elektrische Signale verstärkt, indem freie Elektronen einen Teil ihrer Bewegungsenergie abgeben und dadurch das elektrische Signal verstärken. Um das zu ermöglichen, muss das Signalfeld abgebremst werden, damit Elektronenstrahl und Signal ungefähr die gleiche Geschwindigkeit besitzen. Wanderfeldröhren werden zur linearen und rauscharmen Signalverstärkung im Frequenzbereich 0,3 bis etwa 50 GHz eingesetzt. Die Leistungs-Verstärkung liegt zwischen 30 dB und 60 dB (Entspricht Faktor 1.000 bis 1.000.000), und ein hoher Wirkungsgrad von bis zu 70 Prozent kann erreicht werden. Oberhalb 10 GHz sind Wanderfeldröhren deshalb Halbleiterverstärkern überlegen.

## Aufbau und Funktion

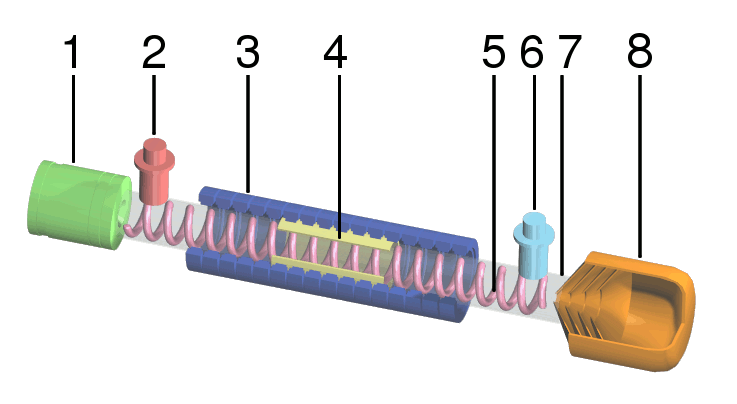
Schnittbild einer TWT:
(1) Elektronenkanone
(2) HF-Eingang
(3) Magnet
(4) Abschwächer
(5) Helix-Wendel
(6) HF-Ausgang
(7) Glashülle für Vakuum
(8) Elektronenkollektor

Die wichtigsten Teile einer Wanderfeldröhre sind in den beiden Abbildungen gezeigt.
Elektronen werden mittels einer beheizten Kathode freigesetzt und der Elektronenstrahl wandert entlang der Achse eines schraubenförmig geformten Drahts, Helix genannt. Das eingekoppelte Signal wird in der Helix verstärkt und das verstärkte Signal am entgegengesetzten Ende wiederum ausgekoppelt. Am Ende der Röhre wird der Elektronenstrahl durch einen Kollektor aufgefangen.
Zunächst werden in einer Glühkathode Elektronen freigesetzt, welche durch elektrische Hochspannungsfelder (zwischen 1 und ca. 20 kV) beschleunigt und zu einem Elektronenstrahl gebündelt werden. Dieser Teil der Wanderfeldröhre wird auch Elektronenkanone genannt und ist in der Schemazeichnung und auf dem Foto auf der linken Seite angeordnet (1). Der Elektronenstrahl durchläuft dann die Röhre bis zum Kollektor (8) auf der rechten Seite. Ohne ein extern erzeugtes, axial innerhalb der Röhre gerichtetes Magnetfeld (3) würden die Elektronen allerdings nicht den Kollektor erreichen, da sie sich gegenseitig abstoßen – der Elektronenstrahl würde sich aufweiten. Die Elektronen würden dann die Helix treffen und nicht mehr zur Verstärkung beitragen. Das Magnetfeld in der Röhre wird entweder durch Permanent- oder Elektromagnete erzeugt. Sein Wert liegt in der Größenordnung von 0,1 Tesla.
Das zu verstärkende Signal wird zum Beispiel durch einen koaxialen Kontakt (2) auf die Helix (5) eingekoppelt. Die Elektronen aus dem Strahl übertragen ihre Energie auf die Welle in der Helix, wenn ihre Geschwindigkeit geringfügig höher ist als die Geschwindigkeit des Signals, präziser die Phasengeschwindigkeit des Signals. Um das zu erreichen, verlängert man den Weg, den das Signal zurücklegen muss, verglichen mit dem Weg, den die Elektronen zurücklegen, indem das Signal auf einem um den Elektronenstrahl gewendelten Leiter läuft. Dadurch ist es möglich, die Betriebsspannungen von etwa 1 kV zu verwenden.
Die Verstärkung in einer Wanderfeldröhre kann mit dem Tscherenkow-Effekt erklärt werden. Dieser tritt auf, wenn die Geschwindigkeit der Elektronen die Phasengeschwindigkeit des elektromagnetischen Feldes überschreitet.
Die Elektronen erfahren anfangs durch das Signal eine Geschwindigkeitsmodulation und bilden während ihrer Laufzeit Pakete (Dichtemodulation), die durch Influenz auf die Wendel das Signal kohärent verstärken. Dieser Effekt ist über einen weiten Bereich selbstregelnd – zu schnelle Elektronen werden durch das Hochfrequenzfeld der Wendel abgebremst und geben Energie an sie ab. Die Verstärkung entsteht also durch die gegenseitige elektrische Beeinflussung des zu verstärkenden Signals und der Wellen des modulierten Elektronenstrahls. Die hohe Verstärkung der Wanderfeldröhre kann auch zur Selbsterregung durch auf der Wendel zurücklaufende Hochfrequenz führen. Um dies zu verhindern, befindet sich in der Röhrenmitte ein Dämpfungsglied (4). Dieses behindert zwar auch ein Vorwärtslaufen der Welle auf der Wendel – in der Mitte ist jedoch das Signal bereits auf den Elektronenstrahl geprägt und dieser muss ohnehin eine gewisse Strecke zurücklegen, bevor aus der Geschwindigkeits- eine Dichtemodulation geworden ist und aus ihm Leistung auf die Wendel übergehen kann.
Am Ende der Röhre wird das verstärkte Signal ausgekoppelt. Das Signal gelangt entweder in ein Koaxialkabel oder in einen Hohlleiter. Die durch die Wechselwirkung mit der HF-Welle abgebremsten Elektronen werden im Kollektor aufgefangen, sie verursachen dort eine Verlustleistung.
Folgende Koppelmethoden sind gebräuchlich:
- Direkter Anschluss der Helix an einen koaxialen Anschluss (Siehe Bild oben); Vorteil: breitbandig, Nachteil: schlechtes Stehwellenverhältnis aufgrund der hohen Leitungsimpedanz der Helix. Man kann mit einem daran angeschlossenen Hohlraumresonator eine Anpassung vornehmen, allerdings auf Kosten der Bandbreite.
- Einbringen der auslaufenden Helixenden in einen angepassten Hohlleiter; nachteilig ist auch hier die geringere Bandbreite. Diese Methode wird bei den unten abgebildeten Wanderfeldröhren in Vollglasausführung angewendet.

Eine bei geringen Leistungen geeignete Methode ist, einen Koaxialanschluss mittels einer um Beginn und Ende der Helix liegenden Koppelwicklung anzupassen.

## Vergleich mit anderen Verstärkern
Wanderfeldröhren sind dadurch einzigartig, dass in einem einzelnen Bauelement eine sehr hohe Verstärkung im Mikrowellenbereich möglich ist. So besitzt der historische Typ TL6 (Telefunken) mit einer typischen Ausgangsleistung im einstelligen Watt-Bereich bei 4 GHz eine Leistungsverstärkung von über 33 dB (2000fach).
Im Gegensatz zu Klystrons sind Wanderfeldröhren sehr breitbandig. Die Bandbreite hängt wesentlich von der Ein- und Auskoppelmethode in die Helix ab.
Früher waren Wanderfeldröhren die Domäne für empfindliche Empfänger und Sender geringer Leistung von wenigen Watt im GHz-Frequenzbereich. Sie können für 300 MHz bis 50 GHz gebaut werden und haben eine Bandbreite von oft >1 Oktave.
Zum Beispiel im Jahre 2020 sind sie nur noch für breitbandige Mikrowellen-Verstärker höherer Leistungen (typisch sind einige 100 Watt im Dauerbetrieb) im Einsatz. Bei geringen Leistungen sind sie überwiegend durch Halbleiterbauteile abgelöst worden.

## Anwendung
Wanderfeldröhren werden zur Verstärkung schwacher Signale in Radargeräten, der Satellitenkommunikation und der Radioastronomie eingesetzt. Dabei werden sie sowohl in Sendern als auch in Empfängern verwendet.
Wanderfeldröhren können aufgrund ihrer Breitbandigkeit zum Beispiel das gesamte für Satelliten-Downlink benutzte C-Band (3,4 bis 4,2 GHz) abdecken und liefern dazu beispielsweise etwa 50 Watt Ausgangsleistung bei einer Effizienz von bis zu 71 Prozent.
Wanderfeldröhren können auch moduliert bzw. in ihrer Verstärkung gesteuert werden. Dazu kann der Elektronenstrom der Elektronenkanone mittels ihres Wehneltzylinders gesteuert werden.
Wanderfeldröhren können auch als verstärkender Mischer beim Überlagerungsempfang (Superheterodyn) benutzt werden.

## Versorgung
Wanderfeldröhren erfordern eine Heizspannung (einige Volt) für die Glühkathode, ein axiales, durch Permanent- oder Elektromagnete erzeugtes Magnetfeld sowie eine Betriebsspannung im Kilovoltbereich. Hinzu kommen Steuer- und Fokussierspannungen für die Elektronenkanone sowie bei Leistungsanwendungen eine Kühlung des Kollektors und oft auch der Helix.
Ein luftgekühltes, permanenterregtes TWT-Verstärkermodul für 6…700 Watt um 6 GHz benötigt zum Beispiel Spannungen von 6,3 V (Kathodenheizung), ca. 6 kV (Kollektor) und ca. 11 kV (Helix). Es hat eine Leistungsverstärkung von 54 dB und wiegt 7 kg.

## Wanderfeldröhren im Vergleich zu Halbleiterverstärkern
Halbleiterverstärker (SSPA von engl. Solid state power amplifier) besitzen bei 30 GHz einen Wirkungsgrad von 25 bis 30 Prozent, verglichen mit 50 bis 70 Prozent für Wanderfeldröhren-Verstärker (TWTA von engl. Travelling Wave Tube Amplifier).
Die Linearität von Halbleiterverstärkern ist etwas schlechter als bei Wanderfeldröhren-Verstärkern.
Halbleiterverstärker sind robust gegenüber mechanischer Belastung, aber anfällig gegenüber kosmischer Strahlung. Ihre Ausfallrate im Weltraum ist größer als die von Wanderfeldröhren-Verstärkern.
Das Verhältnis aus Nutzleistung und Gewicht ist bei Wanderfeldröhren-Verstärkern bei einer Leistungsaufnahme ab etwa 200 W günstiger als bei Halbleiterverstärkern. Erst bei kleinen Leistungen sind Halbleiterverstärker den Wanderfeldröhren-Verstärkern überlegen.
Halbleiterverstärker sind preiswerter und benötigen weder Magnete noch Versorgungseinheiten für Kathodenheizung und Hochspannung.

## Geschichte und Gegenwart

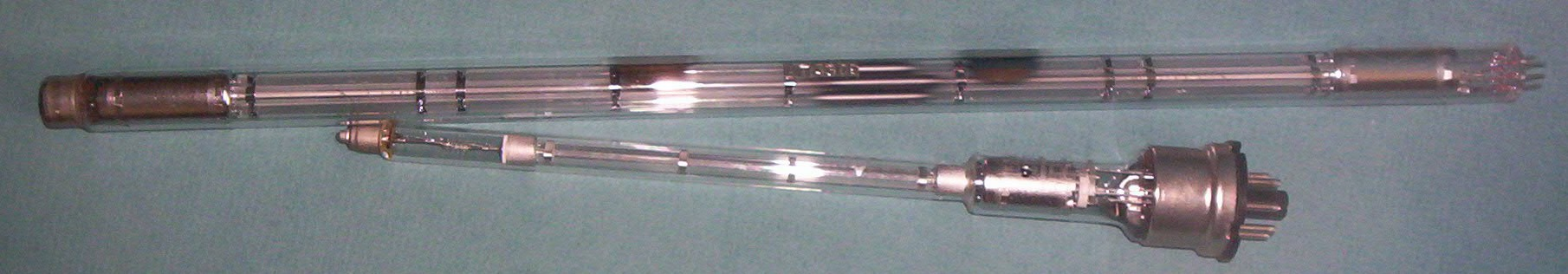
Wanderfeldröhren (Sowjetunion 1970 bzw. 1972):
Die große obere Röhre ist etwa 40 cm, die kleinere untere etwa 25 cm lang.

Erfunden wurde die TWT in Großbritannien während des Zweiten Weltkriegs von Rudolf Kompfner und von diesem später gemeinsam mit John R. Pierce bei Bell Labs vervollkommnet. Pierce steuerte die theoretische Darstellung der Wanderfeldröhre bei, die für die gezielte Weiterentwicklung des komplizierten Bauelements unabdingbar war.
Um 1960 lag der Wirkungsgrad von als Sender verwendeten Wanderfeldröhren bei 10 bis 20 Prozent – im Vergleich zu 70 Prozent heutzutage.
Bis in die 1980er Jahre diente sie in großem Umfang z. B. als Telefunken TL6 in Breitbandrichtfunkanlagen als Senderendstufe.
Besonders die frühen Exemplare wurden mit Glaskolben gefertigt (siehe Bild). Bei hohen Leistungen wird Metall-Keramik-Verbund-Bauweise bevorzugt.

## Begriffsgeschichte
Das deutsche Wort „Wanderfeldröhre“ wurde zuerst 1949 in der Publikation „Untersuchungen über selbsterregte Schwingungen in der Wanderfeldröhre“ von Herbert Schnittger und Dieter Weber verwendet. Die Bezeichnung „Wanderwellenröhre“ wird von manchen Autoren als unpassend abgelehnt, weil der Begriff „Wanderwelle“ in der Hochspannungstechnik ganz andere Assoziationen wecke. Die Nachrichtentechnische Gesellschaft wählte 1957 die Bezeichnung Wanderfeldröhre.